# ニトロフラントイン
ニトロフラントイン(英語: Nitrofurantoin)は、商標名のマクロビッド(英語: Macrobid)で日本国外で販売されている、尿路感染症に用いられる抗生物質である。腎盂腎炎には効果的ではない。投与法は経口である。
よくある副作用は、吐き気、食欲不振、下痢、頭痛があげられる。稀にしびれ、肺または肝臓に支障をきたす場合がある。腎臓に問題がある患者には投与するべきではない。一般的に、妊娠中の患者への投与は比較的安全とされるが、出産が近い患者への投与はするべきではない。ニトリフラントインの効果は、殺菌ではなく細菌の成長を遅らせる作用によるものである。
ニトロフラントインが発売され始めたのは、1953年である。開発途上国での卸価格は、1投与$0.005～$0.46米ドルである。米国では10日間分で約＄60米ドルである。